# 小菅一範
小菅 一範（こすげ かずのり、1989年4月4日 - ）は、日本のナレーター、リングアナウンサー。東京都出身。バグタス所属。

## 経歴
- 2020年2月9日、DDTプロレスリングのリング・アナウンサーとしてデビュー。
- 恵比寿の量り売り酒屋（グラウラーショップ）「NIGHT OWL」店長としての顔も持つ。

## 出演

### TV
- ABC「世界の子供がSOS!THE★仕事人バンク マチャアキJAPAN」ボイスオーバー

### Web番組
- DHCテレビ「#オルガン坂生徒会」金曜日/ゲーム実況部ナレーション
- アニメイトタイムズYouTubeチャンネル「かやのみ 〜茅野愛衣が日本酒をのみながら、食べるだけ〜」第83回〜第85回ゲスト（「NIGHT OWL」店長）

### WebCM
- 日本コカ・コーラ「スプライト」